# تشريح حسابي

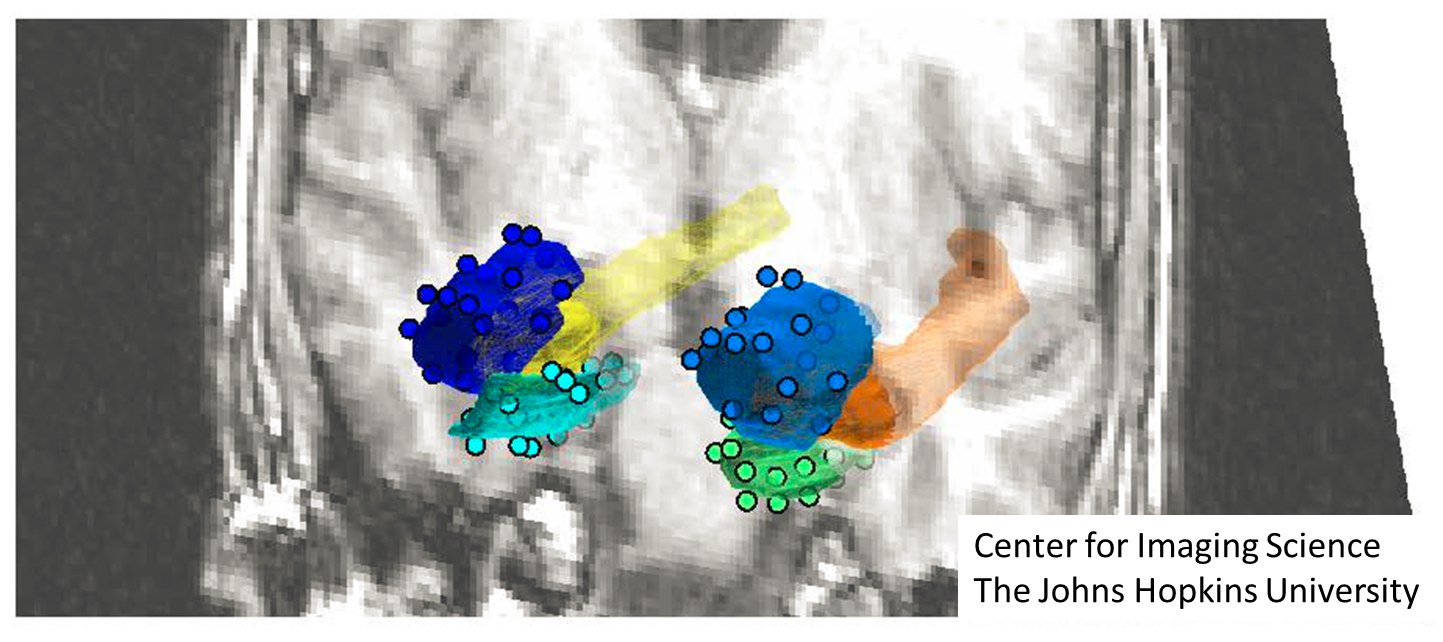
صورة الرنين المغناطيسي للمناطق الدماغية تحت القشرة والعلامات المميزة

التشريح الحسابي (بالإنجليزية: Computational anatomy) هو مجال متعدد التخصصات في علم الأحياء يركز على التحقيق الكمي ونمذجة الأشكال التشريحية.
يهتم التشريح الحسابي بتطوير وتطبيق الأساليب الرياضية والإحصائية وتحليل البيانات لنمذجة ومحاكاة الهياكل البيولوجية.
يُعرف هذا المجال على نطاق واسع ويتضمن أسسًا في علم التشريح والرياضيات التطبيقية والرياضيات البحتة والتعلم الآلي والميكانيكا الحسابية والعلوم الحاسوبية والتصوير البيولوجي وعلم الأعصاب والفيزياء والإحصاء بالإضافة إلى الروابط القوية مع الميكانيكا الهندسية ليفسر بعض التخصصات الدقيقة مثل المعلوماتية العصبية التي تهتم بتنظيم بيانات علم الأعصاب من خلال تطبيق النماذج الحسابية والأدوات التحليلية.

## التكون
يرتبط التشريح الحسابي بتطورات دارسي وينتورث طومسون حول النمو والشكل والتي أدت إلى تفسيرات علمية للتكون أي العملية التي تتشكل بها الكائنات في علم الأحياء، ويمكن أن تنسب أقدم الأعمال في علم التشريح الحسابي إلى كتب ألبريشت دورر الأربعة عن النسب البشرية، كما ألهمت جهود تشومسكي في ريادته لعلم اللغة الحسابي الصياغة الأصلية للتشريح الحسابي وأخذه نموذجًا له.
ظهر التشريح الحسابي بعد الثورة في عالم التصوير المغناطيسي ثلاثي الأبعاد مثل الرنين المغناطيسي والذي يُعرف اختصارًا بالـ (MRI) وكان التشريح الحسابي مجالًا فرعيًا للتصوير الطبي والهندسة الحيوية لاستخراج إحداثيات تشريحية على تفيد في تكوين مورفوم ثلاثي الأبعاد.
يشترك تخصص التشريح الحسابي مع عدة مجالات ويتداخل معهم مثل الرؤية الحاسوبية والحركية للأجسام الجامدة، حيث تتم دراسة الأشياء من خلال تحليل المجموعات المسؤولة عن الحركة.

## التاريخ
علم التشريح الحسابي هو العلم المعني بدراسة الشكل والهيئة على مقياس التشكل أو على مقياس علم التشريح العياني، كان ديفيد فان إيسن عالم التشريح العصبي الحاسوبي الحديث أول من قام بعمليات الكشف الجسدية المبكرة للدماغ البشري بناءً على قشرة الدماغ البشرية ووتقطيعها، كما نشر جان تاليراش إحداثيات تاليراش التي تُعد معلمًا هامًا على مقياس التشكل يوضح أساس أنظمة الإحداثيات المحلية في دراسة علم التشريح العصبي، وبالتالي يفسر الرابط الواضح لمخططات الهندسة التفاضلية مع التشريح الحسابي.
تطور التخطيط الافتراضي لروزينا باجسي وفريد بوكشتاين في الوقت نفسه في علم التشريح الحسابي عبر إحداثيات صور كثيفة عالية الدقة استنادًا إلى التصوير المقطعي بالرنين المغناطيسي، كان كريستنسن وجوشي وميلر ورابيت أول من استخدم تدفقات الأشكال المختلفة لتحويل أنظمة الإحداثيات في تحليل الصور والتصوير الطبي.